# Miriem Bensalah-Chaqroun
Miriem Bensalah-Chaqroun là một nữ doanh nhân Ma-rốc. Bà là chủ tịch của Confédération générale des entre ngạc du Maroc từ 2012 đến 2018. Bà đã nhận được Wissam Al-Moukafa Al-Watania (Huân chương công trạng Quốc gia) năm 2013, và Huân chương công trạng năm 2017.

## Tiểu sử
Bensalah-Chaqroun sinh  Casablanca, Maroc, trong một gia đình có năm người. Bà là con gái của Abdelkader Bensalah, một trong những người ký kết Tuyên ngôn độc lập năm 1944 và là người sáng lập tập đoàn Holmarcom, người đã chết năm 1993, và em gái của CEO Holmarcom Mohamed Hassan Bensalah. Năm 1986, Bà tốt nghiệp Đại học Dallas với bằng MBA về quản lý và tài chính quốc tế. Bà có ba đứa con và là một tay đua cuồng nhiệt của Harley-Davidson, cũng như phi công được cấp phép.
Trong chuyến đi tới Rabat vào tháng 2 năm 2019, Hoàng tử Harry, Công tước xứ Sussex và Meghan, Nữ công tước xứ Sussex, đã có cuộc hội đàm với một số doanh nhân nổi tiếng trong đó có Bensalah-Chaqroun.

## Sự nghiệp
Vào tháng 5 năm 2012, Confédération générale des entre ngạc du Maroc (CGEM) đã bầu Bensalah-Chaqroun làm chủ tịch, biến Bà thành nữ đầu tiên đứng đầu tổ chức. Sau khi tái đắc cử năm 2015, Quốc vương Mohammed VI đã gửi lời chúc mừng và chúc bà thành công, với lý do "lòng yêu nước chân thành" và "thông qua đối thoại mang tính xây dựng với tất cả các đối tác kinh tế, xã hội và chính trị ở Maroc". Dưới thời chủ tịch của mình, Bensalah-Chaqroun đã nhận được tư cách quan sát viên cho CGEM tại Hội nghị Thay đổi Khí hậu của Liên Hợp Quốc năm 2016 tại Marrakech. Bà đã hoàn thành nhiệm kỳ thứ hai và cuối cùng với tư cách là chủ tịch vào tháng 5 năm 2018.
Vào tháng 11 năm 2012, Bensalah-Chaqroun đã tham gia hội đồng quản trị của nhà điều hành vệ tinh châu Âu Eutelsat. Vào ngày 15 tháng 6 năm 2017, Bà được bổ nhiệm làm giám đốc của Renault, và phải từ chức giám đốc của Eutelsat để đảm nhận vị trí này.

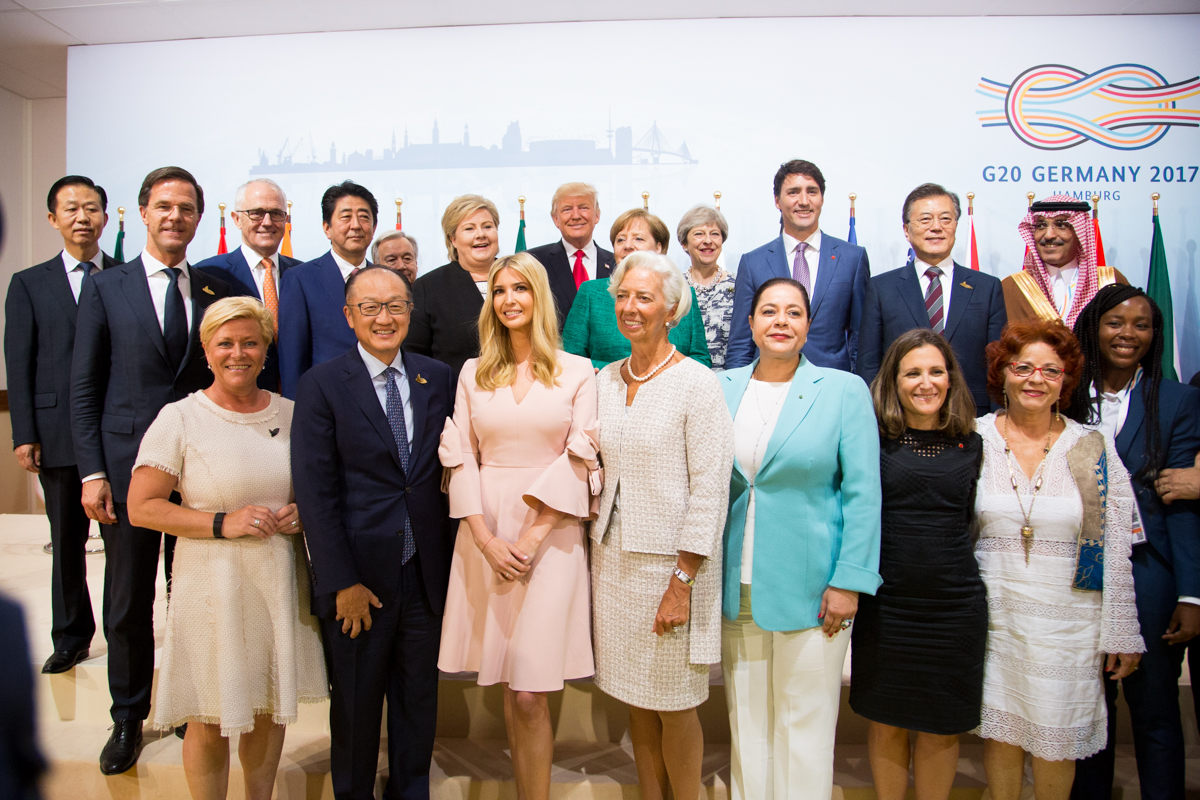
Bensalah-Chaqroun (hàng đầu, thứ tư từ phải sang) với các nhà lãnh đạo thế giới tại hội nghị thượng đỉnh G20 Hamburg 2017

Bensalah-Chaqroun đã được chủ tịch Ngân hàng Thế giới, Jim Yong Kim, mời tham dự Hội nghị thượng đỉnh G20 Hamburg 2017 để giúp khởi động Sáng kiến Tài chính Doanh nhân Phụ nữ của Ngân hàng Thế giới. Bà cũng tham gia vào một hội thảo do Chrystia Freeland tổ chức, nơi Bà đưa ra các vấn đề phải đối mặt với các doanh nhân nữ ở Trung Đông và Châu Phi.
Bensalah-Chaqroun hiện là Giám đốc điều hành của Les Eaux Minérales d'Oulmès, và là giám đốc của Holmarcom.

## Danh hiệu va giải thưởng
Vào ngày 30 tháng 7 năm 2013, trong buổi chiêu đãi Ngày ngai vàng, Quốc vương Mohammed VI đã trao tặng Bensalah-Chaqroun với Wissam Al-Moukafa Al-Watania (Huân chương Quốc gia) với cấp bậc Sĩ quan.
Tại một buổi lễ vào ngày 9 tháng 1 năm 2017, đại sứ Tây Ban Nha, ông Ricardo Díez-Hochleitner, thay mặt Vua Felipe VI, đã trao tặng Bensalah-Chaqroun Huân chương công trạng vì những đóng góp của bà cho quan hệ kinh tế giữa Tây Ban Nha và Maroc.
Vào ngày 29 tháng 3 năm 2019, Bensalah-Chaqroun đã nhận giải thưởng Fès Gate 2019 từ Idriss Azami Al Idrissi.
Forbes Trung Đông đã được liệt kê Bensalah-Chaqroun như người phụ nữ Ả Rập mạnh nhất XV dưới loại của các doanh nghiệp gia đình vào năm 2014, thứ ba mươi nữ doanh nhân Ả Rập mạnh nhất trong năm 2017, và hai mươi sáu có ảnh hưởng nhất người phụ nữ năm 2018.